# سورادیتسه
سورادیتسه (به لاتین: Svéradice) یک منطقهٔ مسکونی در جمهوری چک است که در ناحیه کلاتووی واقع شده‌است. سورادیتسه ۱۱٫۱۷ کیلومتر مربع مساحت و ۳۲۹ نفر جمعیت دارد و ۴۴۸ متر بالاتر از سطح دریا واقع شده‌است.